# Fernando Lopes-Graça
Fernando Lopes-Graça (født 17. december 1906 i Tomar - død 27. november 1994 i Cascais, Portugal) var en portugisisk komponist og dirigent.
Han studerede på Lissabons Musikkonservatorium (1924-1931) og tog derefter til Paris, hvor han studerede komposition hos Charles Koechlin (1937-1939).
Lopes-Graça var stærkt påvirket af Bela Bartok og komponerede i en bred palet af stilretninger, ofte meget udvidede tonale og rytmiske motiver.
Lopes-Graça har komponeret et væld af musik, med hovedvægten på vokal- og klavermusik. Han har også komponeret en symfoni.

## Udvalgte værker
- Symfoni (1943) - for orkester
- Klaverkoncert (1940) - for klaver og orkester
- Sinfonietta "Til ære for Haydn" (1980) - for orkester
- "2 portugisiske danse" (1941) - for orkester